# Нижний Стан (Тунгокоченский район)
Ни́жний Стан — село в Тунгокоченском районе Забайкальского края России. Административный центр сельского поселения «Нижнестанское».

## География
Село находится на левом берегу реки Дарасун (левый приток Торги, бассейн реки Нерча), на расстоянии 71 км к юго-востоку от села Верх-Усугли, административного центра района, и 152 км к северо-востоку от города Чита, административного центра края.. 

### Часовой пояс
Село Нижний Стан, как и весь Забайкальский край, находится в часовой зоне МСК+6. Смещение применяемого времени относительно UTC составляет +9:00.

## История
До 1983 года село входило в состав Шилкинского района.

## Население
| 2002 | 2010 | 2021 |
| ---- | ---- | ---- |
| 695  | ↘645 | ↘590 |

## Известные жители
- Номоконов, Семён Данилович (1900—1973) — советский снайпер.